# Steel Panthers
Steel Panthersは、近現代の陸戦を扱ったPC用の戦術級ウォー・シミュレーションゲームシリーズである。

## 特徴
（※シリーズにより若干の差異があるが、以下はSPWAWにおけるものである）
静止している標的より移動中の標的の方が命中率が下がる、走らずゆっくり歩いている歩兵は敵に見つかりにくい、相手のターン時でも近づいてきた敵に反撃できるなど、それまでターン制ゲームが苦手としてきた部分を克服し、よりリアルな戦闘を再現している。

## シリーズ
- Steel Panthers (1995)
- Steel Panthers II: Modern Battles (1996)
- Steel Panthers III: Brigade Command 1939-1999 (1997)
- Steel Panthers: World At War (2000)
- Steel Panthers: World War II
- Steel Panthers: Main Battle Tank

## 補足
- Steel Panthers: World At War(SPWAW)は、Steel Panthersシリーズを開発したSSIからMatrix Gamesに版権が移譲した際に作られSP3の改良版という位置づけになっているが、ほぼフリーウェアとしてネット上で無償配布されているという点が特徴的である。
- 有志によって作られた Steel Panthers: World War IIや Steel Panthers: Main Battle Tankという作品が公開されており、こちらも無償配布されている。